# Municipio de West Deer
El municipio de West Deer (en inglés: West Deer Township) es un municipio ubicado en el condado de Allegheny en el estado estadounidense de Pensilvania. En el año 2000 tenía una población de 11.563 habitantes y una densidad poblacional de 154.1 personas por km².

## Geografía
El municipio de West Deer se encuentra ubicado en las coordenadas 40°37′42″N 79°52′01″O / 40.62833, -79.86694.

## Demografía
Según la Oficina del Censo en 2000 los ingresos medios por hogar en la localidad eran de $46,370 y los ingresos medios por familia eran $52,295. Los hombres tenían unos ingresos medios de $40,824 frente a los $26,032 para las mujeres. La renta per cápita para la localidad era de $20,358. Alrededor del 6,3% de la población estaban por debajo del umbral de pobreza.